# Discursos de Epicteto

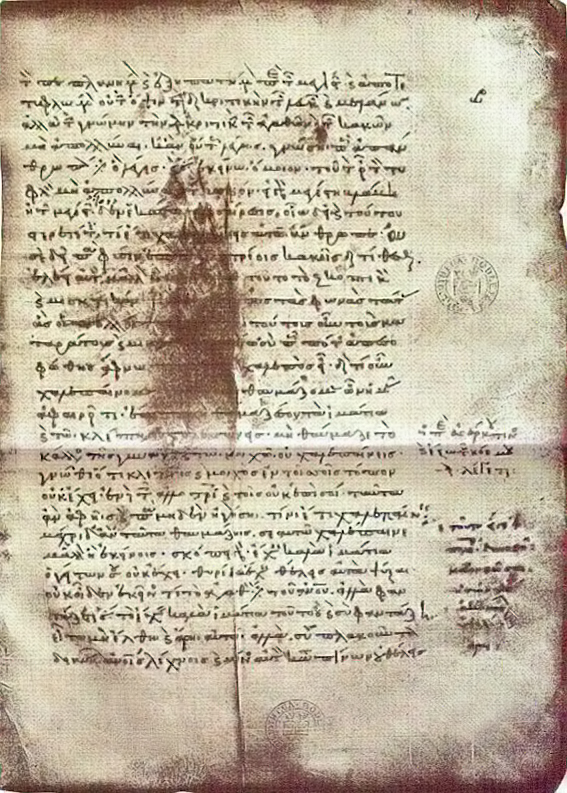
O Codex Bodleianus dos Discursos de Epicteto. De notar a mancha no manuscrito que tornou a passagem (Livro 1. 18. 8-11) parcialmente ilegível

Os Discursos de Epicteto são uma série de extractos dos ensinamentos do filósofo estoico Epicteto, escritos por Arriano por volta de 108 DC. Existiam originalmente oito livros, mas apenas quatro permanecem até hoje inteiros, junto com alguns fragmentos dos outros livros.
Os Discursos não são provavelmente uma transcrição palavra por palavra, mas sim versões escritas das notas tomadas por Arriano. Os livros não tinham um título formal nos tempos antigos. Apesar de Simplício da Cilícia os chamar de Diatribas (Discursos), outros escritores deram títulos como Dialexis (Conversas), Apomnêmoneumata (Registos), e Homílias (Conversações). O nome moderno advém dos títulos dados no manuscrito medieval: "Diatribas de Epicteto por Arriano" (em grego:  Αρριανου των Επικτητου Διατριβων).

## Edições manuscritas
O manuscrito mais antigo dos Discursos provém do século XII, mantido na Biblioteca Bodleiana, em Oxford. Nesse manuscrito, uma macha caiu em uma das páginas, tornando uma série de palavras ilegíveis; em todos os outros manuscritos conhecidos essas palavras estão omissas (por vezes passagens inteiras), e assim sendo, esses outros manuscritos serão derivados do da Biblioteca Bodleiana.
Os Discursos são impressos pela primeira vez em grego por Vettore Trincavelli, em Veneza, no ano de 1535.